# Potamilla abyssicola
Potamilla abyssicola är en ringmaskart som beskrevs av Uschakov 1952. Potamilla abyssicola ingår i släktet Potamilla och familjen Sabellidae. Inga underarter finns listade i Catalogue of Life.